# Полевой, Фёдор Харитонович
Фёдор Харитонович Полевой (4 июня 1899 года, с. Ковалевка,  Херсонская губерния, Российская империя — умер после 1946 года,  СССР) — советский военачальник, полковник (1943).

## Биография
Родился 4 июня 1899 года в селе Ковалевка Николаевского района Николаевской области. Украинец.

### Военная служба

#### Гражданская война
4 февраля 1918 года добровольно вступил в Гурьевский партизанский отряд (1-й Украинский повстанческий отряд). В том же месяце отряд соединился с 3-й Крымской советской группой и убыл на Румынский фронт, где вел боевые действия против греческих оккупационных войск. В августе 1919 года группа влилась в 58-ю стрелковую дивизию 12-й армии Юго-Западного фронта, а  Полевой был назначен в 522-й стрелковый полк. В его составе командиром взвода и начальником пулеметной команды участвовал в боях под Киевом против войск генерала А. И. Деникина и белополяков. В марте 1920 года направлен на 29-е Полтавские пехотные командные курсы. Осенью в составе 3-й Киевской бригады Сводной курсантской дивизии принимал участие в боях против врангелевских войск, затем зимой боролся на Полтавщине с вооруженными формированиями Н. И. Махно.

#### Межвоенные годы
В декабре 1921 года окончил обучение и был направлен помощником командира взвода в 6-й Тульский батальон ВЧК 10-го полка ОГПУ.  Член ВКП(б) с 1921 года. С июня 1923 года — политрук особого взвода при штабе МВО войск ОГПУ. В декабре назначен в 251-й стрелковый полк 84-й стрелковой дивизии МВО, дислоцировавшейся в Туле и Калуге, где исполнял должности политрука стрелковой и пулеметной рот, политрука полковой школы. С июля 1927 года по сентябрь 1928 года проходил подготовку на курсах «Выстрел», после чего был назначен командиром 3-й пулеметной роты. С апреля по ноябрь 1930 года находился на зенитно-пулеметных курсах в городе Севастополь, потом проходил службу в 81-й стрелковой дивизии в городе Козельск помощник командира батальона 243-го, затем 242-го стрелковых полков. В апреле 1932 года откомандирован на Ленинградские бронетанковые курсы усовершенствования и переподготовки комсостава РККА им. А. С. Бубнова. По окончании их в сентябре 1933 года направлен во 2-ю танковую бригаду им. тов. Калиновского в город Наро-Фоминск, где был помощником начальника 2-го отделения, затем начальником 4-го отделения штаба бригады. С июля 1934 года командовал 11-м отдельным батальоном ПВО в Туле. С июля 1936	года там же исполнял должность помощника командира отдельного разведывательного батальона 84-й стрелковой дивизии. С марта 1937	года — помощник командира 11-го учебного мотополка МВО, с июля 1938 года — командир автотранспортного батальона 8-го автотранспортного полка в городе Бронницы. В ноябре 1938 года назначен командиром 1-го бронедивизиона Особой кавалерийской бригады в Москве. С февраля 1941 года вступил в командование 11-м отдельным мотоциклетным полком 21-го механизированного корпуса.

#### Великая Отечественная война
23 июня 1941 года корпус  вошел в состав Северо-Западного фронта и участвовал в приграничном сражении. 11-й отдельный мотоциклетный полк в его составе вел тяжелые оборонительные бои в районе города Даугавпилс, затем отошел в псковском и новгородском направлениях. Указом ПВС СССР от 31 августа 1941 года майор  Полевой был награжден орденом Красного Знамени. С октября 1941 года он командовал 36-м отдельным мотоциклетным полком на Западном фронте, с ноября исполнял должность для особых поручений при командующем 30-й армией. В декабре назначен командиром 2-го отдельного гвардейского мотоциклетного полка. Принимал участие в битве под Москвой, в Клинско-Солнечногорских оборонительной и наступательной операциях. С 17 декабря полк в составе Калининского фронта, в дальнейшем участвовал в Ржевско-Вяземской наступательной операции. В июне 1942 года подполковник  Полевой вступил в командование 49-м гвардейским стрелковым полком 16-й гвардейской стрелковой ордена Ленина дивизии, находившейся в резерве Ставки ВГК. С 22 июля дивизия участвовала в Ржевско-Сычевской наступательной операции. В конце сентября дивизия вышла к Волге севернее Ржева и перешла к обороне. До февраля 1943 года вела оборонительные бои в районе города Старица Калининской области, затем была выведена в резерв Западного фронта. С начала марта она входила в 40-ю армию, в составе которой участвовала в Ржевско-Вяземской наступательной операции 1943 г. В конце марта она в составе 33-й армии, в начале апреля — в резерве фронта, в мае 1943 года — в 11-й гвардейской армии. До июля ее части оборонялась по восточному берегу реки Жиздра (южнее Сухиничи), затем участвовали в Курской битве, Орловской наступательной операции. 12 июля дивизия прорвала оборону противника в районе Дудино, овладела рядом крупных населенных пунктов и к 15 июля вышла на рубеж реке Рассента. Продолжая наступление, она овладела пгт Хотынец и перерезала железну дорогу Орел — Карачев. В ходе боев на подступах к городу Карачев 8 августа 1943 года командир 49-го гвардейского стрелкового полка подполковник  Полевой был тяжело ранен и эвакуирован в Москву.
После выздоровления с мая 1944 г. командовал 54-м гвардейским стрелковым полком 19-й гвардейской Рудненской стрелковой дивизии 3-го Белорусского фронта. Участвовал с полком в Витебско-Оршанской и Каунасской наступательных операциях. В сентябре дивизия была выведена в резерв, а полковник  Полевой назначен заместителем командира 17-й гвардейской стрелковой Духовщинской Краснознаменной ордена Суворова дивизии 39-й армии. Ее части вели наступательные бои севернее Каунаса и юго-западнее Шяуляя, участвовали в освобождении города Таураге и форсировании рек Невяжис и Дубисса.
25 октября 1944 года  Полевой был допущен к командованию 338-й стрелковой дивизией. До января 1945 года дивизия находилась во втором эшелоне 113-го стрелкового корпуса, занималась боевой подготовкой и оборудованием оборонительного рубежа. С 25 января 1945 года она принимала участие в Инстербургско-Кенигсбергской наступательной операции. В результате упорного боя был взят крупный населенный пункт Гольдбах. В дальнейшем ее части преследовали отходящего противника в направлении на Кёнигсберг. 24 февраля 1945 года полковник  Полевой был контужен и эвакуирован в госпиталь. После излечения 13 марта вступил в должность заместитель командира 17-й гвардейской стрелковой дивизии. В составе 5-го гвардейского стрелкового корпуса 39-й армии Земландской группы войск участвовал в штурме Кенигсберга.
С 30 апреля 1945 года дивизия закончила боевые действия на Западе и в составе 39-й армии была передислоцирована в Монголию. К 13 июня она прибыла в район сосредоточения западнее города Чойбалсан на берегу реки Керулен и в начале августа совершила марш к границе с Маньчжурией.

#### Советско-японская война
В ходе Советско-японской войны  дивизия в составе Забайкальского фронта участвовала в Хингано-Мукденской наступательной операции. Ее части 9 августа 1945 года перешли границу в районе юго-восточнее города Хейрхонте, к 19 августа преодолели горные хребты Большого Хингана и подошли к городу Мукден. Окончили войну освобождением Порт-Артура (Люйшунь). 20 сентября 1945 года дивизии было присвоено наименование «Хинганская».

#### Послевоенные годы
С октября 1945 года проходил службу в Приморском ВО в должности заместителя командира 358-й стрелковой Ленинградской Хинганской Краснознаменной ордена Суворова дивизии. 30 сентября 1946 года гвардии полковник Полевой уволен в запас.

## Награды
- орден Ленина (21.02.1945)[4][5]
- четыре ордена Красного Знамени (31.08.1941[6], 14.07.1944[7],  03.11.1944[5][8], 05.03.1945[9])
- орден Отечественной войны 2-й степени (22.07.1943)[10]
  - медали в том числе:
  - «За отвагу» (11.03.1942)[11]
  - «XX лет Рабоче-Крестьянской Красной Армии» (1938)[9]
  - «За оборону Москвы» (25.09.1944)[12]
  - «За победу над Германией в Великой Отечественной войне 1941—1945 гг.» (1945)
  - «За победу над Японией» (1945)
  - «За взятие Кёнигсберга» (1945)